# Kaplica Matki Boskiej Bolesnej w Żebbuġ
Kaplica Matki Boskiej Bolesnej (malt. Il-kappella tad-Duluri, ang. Our Lady of Sorrows Church) – rzymskokatolicka kaplica w Ħaż-Żebbuġ na Malcie. Kaplica jest własnością rodziny Bonniċi Mallia.

## Historia

### Budowa
Raport Pietro Dusiny, papieskiego wizytatora na Malcie w 1575, zawiera informację, że w miejscu, gdzie dziś stoi kappella tad-Duluri, znajdowała się kaplica Wniebowzięcia Matki Bożej „Għaltin”, wraz z przylegającymi do niej kaplicami św. Augustyna oraz św. Antoniego. Z powodu złego stanu zostały one zdesakralizowane oraz zburzone. Na ich miejscu w 1722 rozpoczęto budowę kaplicy, której fundatorem był Baltassare Debono. Ukończono ją w 1740. Debono zmarł 28 grudnia 1745 i został w kaplicy pochowany. Portret fundatora znajduje się dziś w zakrystii kaplicy.

### Bazylika mniejsza
Źródła podają, że na prośbę fundatora, papież Benedykt XIII 20 września 1728 uhonorował świątynię tytułem bazyliki mniejszej, stowarzyszonej z bazyliką św. Jana na Lateranie w Rzymie, co nadało mu te same przywileje, i uniezależniło od diecezji maltańskiej. W zakrystii znajduje się herb papieski Benedykta XIII oraz dokumenty i zdjęcia oprawione w ramki.

## Architektura

### Wygląd zewnętrzny
Kaplica, której dominująca kopuła łamie jednolitość otaczających ją budynków, zbudowana jest w stylu barokowym. Jej architekt i budowniczowie są nieznani. Budowla powstała na planie ośmiokąta, z dwoma zakrystiami, przylegającymi do jej drugiego i szóstego boku. Przed każdymi z pięciu drzwi frontowych wyrastają dwa schody.
Fasada świątyni ma wiele cech architektonicznych, sprawiających wrażenie wielkości i majestatu. Główne wejście, otoczone kamiennym profilem, zwieńczone jest łukowym frontonem. Poniżej frontonu wymyślny kartusz z łacińskim napisem „SACROSANCTÆ LATERANSIS BASILICÆ FILIA”. Ponad frontonem większy kartusz w formie papieskiej tarczy herbowej, ozdobiony tiarą i kluczami św. Piotra, podtrzymywany przez dwa skrzydlate putti. Na tarczy łaciński napis „SACROSANCTA LATERANENSIS ECCLESIA OMNIVM VRBIS ET ORBIS ECCLESIARVM MATER ET CAPVT”. Na każdym rogu budynku znajduje się pilaster, zachodzący na obie ściany narożnika, zwieńczony doryckim kapitelem. Szeroki gzyms biegnie dokoła budowli. Po obu stronach głównych drzwi, na sąsiednich ścianach, są boczne wejścia, zwieńczone podobnym łukowym frontonem, poniżej którego stylizowana muszla pielgrzymia na ozdobnym podkładzie. Na budynku niski ośmiokątny bęben i niewielka kopuła, wspomagana przez osiem narożnych pilastrów z kamiennymi półesownicami na szczycie. Ośmiokątna latarnia z krzyżem wieńczy całość.

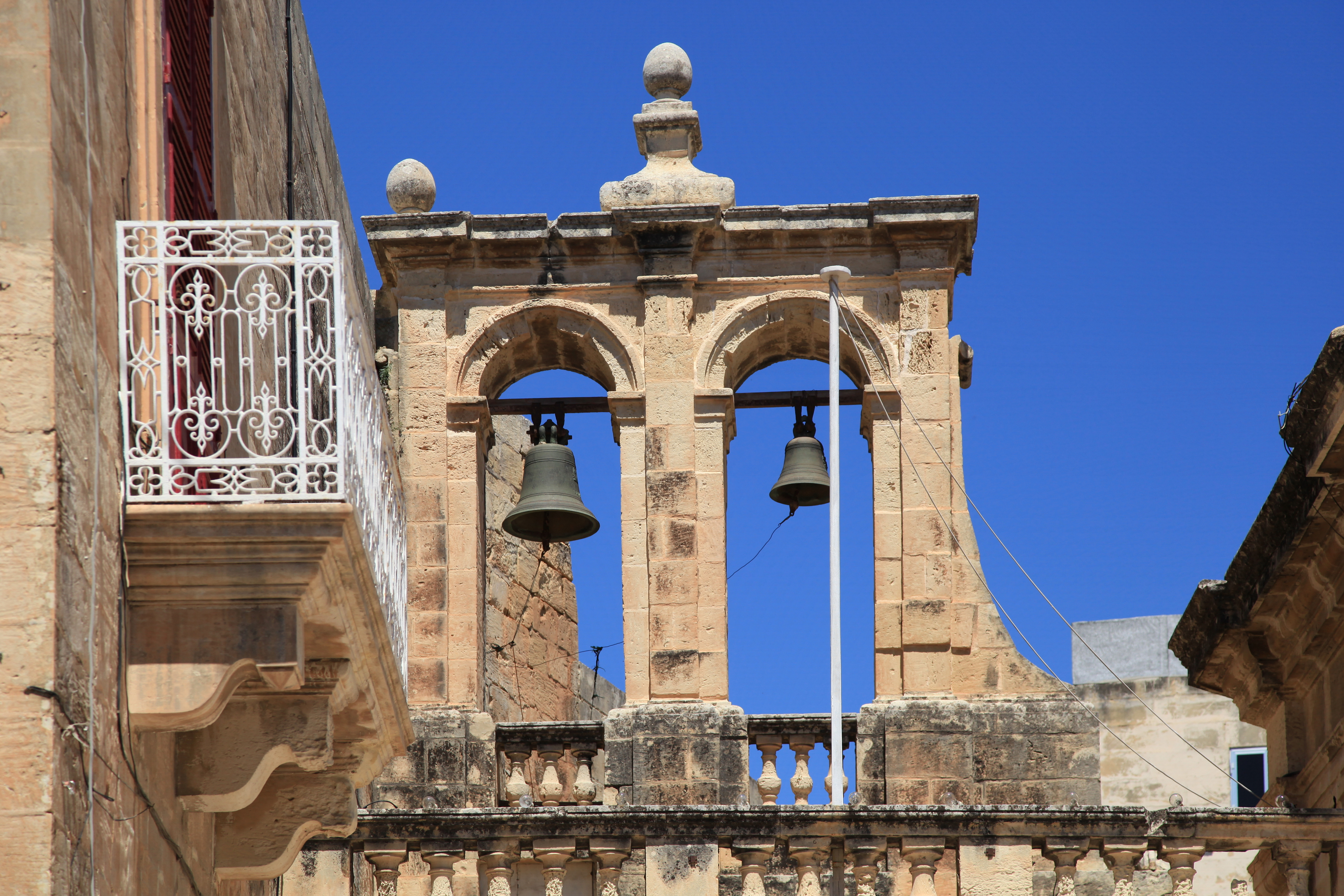
Dzwonnica na lewej zakrystii

Drzwi do obu zakrystii są proste, z niewielkim oknem zwieńczonym gzymsem, znajdującym się ponad nimi. Na dachu lewej zakrystii niewielka dzwonnica parawanowa z dwoma dzwonami, ukazująca wpływ architektury hiszpańskiej. Mniejszy nosi datę 1756 oraz herb wielkiego mistrza Zakonu Kawalerów Maltańskich Manuela Pinto, na większym data 1805.   

### Wnętrze kaplicy
Wchodzący do wnętrza widzi piękno i estetykę, której nie spodziewa się po wyglądzie zewnętrznym świątyni. Główne doświetlenie wnętrza pochodzi z latarni na kopule, oraz z dwóch owalnych okien, wychodzących ponad dachy obu zakrystii.
Ołtarz wykonany z marmuru stoi naprzeciw głównych drzwi. Jego front ozdobiony jest reliefem w pozłacanej ramie. Znajduje się on w zwieńczonej łukiem wnęce – apsydzie. Na ołtarzu zdobione tabernakulum, krzyż oraz dwa zestawy srebrnych świeczników.
Obraz tytularny nad ołtarzem, namalowany na początku XVIII wieku przez nieznanego artystę (niektórzy – Luret Cutajar – przypisują jego autorstwo Antoine de Favrayowi, co jest raczej niemożliwe, biorąc pod uwagę czas powstania dzieła), przedstawia ciało Jezusa na kolanach Jego matki.
Wnętrze kopuły podzielone jest przez osiem ozdobnych żeber, na taką samą ilość pól, udekorowanych rozetami oraz stylizowanymi rzeźbami muszli przegrzebka („muszla pielgrzymia”) wokół pierścienia latarni oraz ponad gzymsem. Na czterech pendentywach, we wspaniale rzeźbionych w kamieniu barokowych ramach, obrazy przedstawiające cztery symbole Pasji.
W kaplicy znajdują się też dwa owalne obrazy z pierwszej połowy XVIII wieku, autorstwa malarza z otoczenia Ġannikoli Buhagiara: 
- obraz przedstawiający św. Mikołaja z Tolentino z Madonną i Dzieciątkiem;
- oraz obraz ukazujący św. Kosmę i Damiana leczących chorych.

### Zakrystia
W zakrystii po lewej stronie znajduje się szafa do przechowywania rzeczy, potrzebnych do sprawowania liturgii, antyczny krucyfiks wykonany z drzewa oliwnego oraz dwa obrazy:
- przedstawiający św. Filipa z Agiry odprawiającego egzorcyzm nad opętanym człowiekiem; obraz nosi znamiona stylu Ġannikoli Buhagiara
- XVII-wieczny obraz Matka Boża Różańcowa

Z zakrystii prowadzą schody na dach, oraz drzwi do pokoi, które tworzą budynek na tyłach kościoła.
W małej zakrystii po drugiej stronie budynku znajdują się organy z początku XVIII wieku, wykonane we Włoszech. Są podobne do tych, znajdujących się w kościele Matki Bożej Ħal-Xluq w Siġġiewi.

## Kaplica dzisiaj
Świątynia jest dostępna dla społeczeństwa w celach modlitewnych wieczorem. Odbywają się w niej msze święte rocznicowe oraz ślubne.

## Ochrona dziedzictwa kulturowego
Budynek umieszczony jest na liście National Inventory of the Cultural Property of the Maltese Islands pod nr. 2239.